# Menonvillea patagonica
Menonvillea patagonica är en korsblommig växtart som beskrevs av Carlos Luis Spegazzini. Menonvillea patagonica ingår i släktet Menonvillea och familjen korsblommiga växter. Inga underarter finns listade i Catalogue of Life.